# 황남팔
황남팔(1906년 2월 22일~1986년 3월 21일)은 대한민국의 정치인이다. 제3·5대 국회의원을 지냈다.

## 역대 선거 결과
|  | 43.00% |

|  | 42.99% |

|  | 36.94% |

|  | 22.67% |

|  | 25.81% |

|  | 12.85% |